# Magdalena (Forcarey)
Santa María Magdalena de Montes es una parroquia que se localiza en el ayuntamiento de Forcarey, en la comarca de Tabeirós - Tierra de Montes. Según el padrón municipal de 2004 tenía 653 habitantes (346 mujeres y 307 hombres), distribuidos en 8 entidades de población, lo que supone una disminución en relación con el año 1999 cuando tenía 635 habitantes. Según el  Instituto Gallego de Estadística (IGE), 

## Topónimo
En el IES Chano Piñeiro consideraron la posibilidad de que el origen del topónimo pudiera ser originalmente medanela diminutivo de meda.

### Lugares de Magdalena de Montes
| Lugares de la parroquia de Magdalena de Montes en el ayuntamiento de Forcarey (provincia de Pontevedra)                      |
| --- |
| Ameixeiras \| Os Codesás \| A Graña \| A Madalena \| San Xusto \| Sanguñedo \| Soutelo de Montes \| Trasdomonte \| Ventosela |